# Buxus yunquensis
Buxus yunquensis är en buxbomsväxtart som beskrevs av Eg.Köhler. Buxus yunquensis ingår i släktet buxbomar, och familjen buxbomsväxter. Inga underarter finns listade i Catalogue of Life.